# Driftingenjörsförbundet i Finland
DIFF - Ingenjörerna i Finland rf är en svenskspråkig, självständig, partipolitiskt obunden, riksomfattande sammanslutning med såväl arbetsmarknads- som ideell verksamhet för ingenjörer och ingenjörsstuderande. Förbundet bytte namn år 2016 från Driftingenjörsförbundet i Finland rf till DIFF - Ingenjörerna i Finland rf.  
DIFF grundades 1936 och har ca 3 350 medlemmar, av vilka ca 1000 är ingenjörsstuderande. Förbundet har regionala avdelningar i Åboland, Nyland och Österbotten samt på Åland. 